# Телейос
Телейос (Teleios; також Beyond the Trek) — американський науково-фантастичний фільм 2017 року. Режисував Ієн Труйтнер; монтувала Габріелла Крістіані.

## Про фільм
Протягом двох років космічний корабель дрейфував біля супутника Сатурна, Титана. Екіпаж міг вбити один одного, але їх доля невідома.
У спробі провести розслідування рятувальне судно «Телейос» з екіпажем генетично модифікованих розвинутіших людей вирушає на дослідження, щоб з'ясувати, чи є хтось із тих, хто вижив, і що власне сталося.
Вони ще не усвідомлюють — те, що збираються дослідити, може загрожувати знищенням їх самих і всього людства.

## Знімались
| Актор                 | Роль             |
| --------------------- | ---------------- |
| Санні Мабрі           | Іріс Дункан      |
| Ленс Бродвей          | коммандер Лінден |
| Крістіан Пітрі        | Емма Андерсон    |
| Майкл Шеннон Дженкінс | Орсон            |
| Урсула Міллс          | Міллс            |
| Майкл Нурі            | Нордгем          |
| Джон Поузі            | Капітан          |
| Лейла Бірч            | голос комп'ютера |